# Dorengt
Dorengt és un municipi francès situat al departament de l'Aisne i a la regió dels Alts de França. L'any 2007 tenia 151 habitants.

## Demografia

### Població
El 2007 la població de fet de Dorengt era de 151 persones. Hi havia 56 famílies de les quals 12 eren unipersonals (4 homes vivint sols i 8 dones vivint soles), 20 parelles sense fills, 20 parelles amb fills i 4 famílies monoparentals amb fills.
La població ha evolucionat segons el següent gràfic:
Habitants censats

### Habitatges
El 2007 hi havia 68 habitatges, 60 eren l'habitatge principal de la família, 4 eren segones residències i 4 estaven desocupats. Tots els 67 habitatges eren cases. Dels 60 habitatges principals, 41 estaven ocupats pels seus propietaris i 19 estaven llogats i ocupats pels llogaters; 4 tenien dues cambres, 11 en tenien tres, 13 en tenien quatre i 32 en tenien cinc o més. 43 habitatges disposaven pel capbaix d'una plaça de pàrquing. A 34 habitatges hi havia un automòbil i a 23 n'hi havia dos o més.

### Piràmide de població
La piràmide de població per edats i sexe el 2009 era:
| Homes | Edats   | Dones |
| ----- | ------- | ----- |
| 0     | 95 o +  | 0     |
| 0     | 90 a 94 | 0     |
| 0     | 85 a 89 | 4     |
| 0     | 80 a 84 | 0     |
| 4     | 75 a 79 | 4     |
| 0     | 70 a 74 | 0     |
| 8     | 65 a 69 | 4     |
| 8     | 60 a 64 | 4     |
| 4     | 55 a 59 | 4     |
| 0     | 50 a 54 | 8     |
| 8     | 45 a 49 | 4     |
| 8     | 40 a 44 | 8     |
| 0     | 35 a 39 | 4     |
| 12    | 30 a 34 | 4     |
| 8     | 25 a 29 | 4     |
| 8     | 20 a 24 | 4     |
| 4     | 15 a 19 | 8     |
| 0     | 10 a 14 | 8     |
| 0     | 5 a 9   | 4     |
| 4     | 0 a 4   | 4     |

## Economia
El 2007 la població en edat de treballar era de 95 persones, 71 eren actives i 24 eren inactives. De les 71 persones actives 66 estaven ocupades (35 homes i 31 dones) i 5 estaven aturades (1 home i 4 dones). De les 24 persones inactives 12 estaven jubilades, 2 estaven estudiant i 10 estaven classificades com a «altres inactius».

### Ingressos
El 2009 a Dorengt hi havia 62 unitats fiscals que integraven 160 persones, la mediana anual d'ingressos fiscals per persona era de 15.392 €.

### Activitats econòmiques
Dels 3 establiments que hi havia el 2007, 1 era d'una empresa alimentària, 1 d'una empresa de comerç i reparació d'automòbils i 1 d'una empresa de serveis.
L'any 2000 a Dorengt hi havia 22 explotacions agrícoles que ocupaven un total de 1.275 hectàrees.

## Poblacions més properes
El següent diagrama mostra les poblacions més properes.